# Вайншенкер, Ицик Нухимович
Ицик Вайншенкер (идиш איציק װײַנשענקער‎, исп. Isaac Vainshenker; 1914, Теребня, Хотинский уезд, Бессарабская губерния — 1 декабря 1978, Монтевидео) — уругвайский еврейский писатель, журналист, историк-краевед. Писал на идише.

## Биографическая справка
Ицик (Исаак) Вайншенкер родился в бессарабском селе Теребня (теперь Единецкого района Молдовы) в 1914 году. Его отец Нухым-Цви погиб на Первой мировой войне и в 1927 году семья переехала в Единцы. Дебютный рассказ Вайншенкера был одобрен писателем Янкевом Ботошанским и он продолжил печататься в различных периодических изданиях Румынии. Работал учителем.
В 1939 году уехал в Боливию, где активно публиковался в местной периодике. С 1944 года — в Уругвае, основал издательство «Зрие» (Семена) в Монтевидео. Выпустил книги «Фар Алт—Найе hисхайвэсн» (Из-за старо-новых обязанностей, 1948), «Пошет Метох Либшафт» (Попросту ради любви, рассказы), историческое исследование «Бойерс Ун Митбойерс Фун Идишн Ишев Ин Уругвай» (Создатели еврейского поселения в Уругвае и их соратники, 1957), книгу по еврейской истории в Уругвае «Уругворцлен» (Уругвайские корни (неологизм), 1969) и другие работы.
Исторические работы Вайншенкера переводились на испанский язык. Сам он перевёл с румынского на идиш монументальный исторический трактат Матеса (Мататиаса) Карпа «Transnistria: Sufrimientos de los Judios de Besarabia, Bucovina y Rumania» («Транснистрия: лэбм, лайдн ун умкум фун бесарабише, буковинэр ун румэнише идн» — Транснистрия: жизнь, невзгоды и гибель бессарабских, буковинских и румынских евреев, в двух томах, Буэнос-Айрес, 1950).

## Книги
- פֿאַר אַלט-נײַע התחײַבֿותן (фар алт—найе hисхайвэсн — из-за старо-новых обязанностей). Монтевидео: Зрие (Zriah), 1948.
- פּשוט מתּוך ליבשאַפֿט (пошет метох либшафт — попросту ради любви, рассказы). Монтевидео: Зрие, 1956[3].
- בױערס און מיטבױערס פֿון ייִדישן ייִשובֿ אין אורוגװײַ (бойерс ун митбойерс фун идишн ишев ин Уругвай — создатели еврейского поселения Уругвая и их соратники). Монтевидео: Зрие, 1957.
- אורוגװאָרצלען (Уругворцлен — уругвайские корни). Монтевидео: Зрие, 1969.
- באַמערקונגען צו אין סליחות — לידער אונטערװעגס פֿון זלמן שאַזאַר (примечания к книге путевых стихотворений Залмана Шазара). Монтевидео: Зрие, 1972.
- No miento ni cedo: Dicho Vasco. Editorial Zriah: Монтевидео, 1973.